# SMS Leipzig (1875)
 (septembre 2013).
Pour les autres navires du même nom, voir SMS Leipzig.
Le SMS Leipzig est une corvette cuirassée (devenue en 1884 un croiseur frégate) de la classe du même nom (de) en service dans la Kaiserliche Marine de 1877 à 1894.

## Histoire
La navire est construit en 1875 au chantier AG Vulcan Stettin.
Le nom du navire ne fait pas référence à Leipzig mais à la bataille en 1813.
Après son lancement, le navire est commandé par le korvettenkapitän Karl Paschen (de) pour un tour du monde. Ainsi il va en mars 1878 faire une démonstration à Corinto au Nicaragua, durant l'affaire Eisenstuck. Ensuite il longe les côtes du Mexique et des États-Unis. En juillet 1878, il arrive au Japon. En avril 1879, il vient dans les ports chinois et revient par Singapour, Le Cap et Plymouth. Il arrive le 27 septembre 1879 à Kiel.
Après quelques modifications, notamment l'installation de quatre tubes lance-torpilles, le SMS Leipzig repart le 19 octobre 1882 pour un tour du monde. En juin 1883, il est affecté à l'escadron de croiseurs en Asie du Sud-Est. À la fin de l'année, il transporte le consul d'Allemagne à Shanghai puis Incheon pour signer le premier accord commercial entre la Corée et l'Allemagne. Il participe à la parade en présence du roi coréen à Séoul. En mars 1884, il est retiré de l'escadron et entame le voyage du retour. Avant d'atteindre Bornéo ou Sandakan, le navire est en réparation durant sept semaines à Singapour. Durant ce temps, une épidémie de fièvre se déclare à bord, contraignant au débarquement d'une partie de l'équipage malade.
Par la suite, il participe à l'occupation des colonies allemandes en Afrique (Sud-Ouest africain allemand, Kamerun, Togoland). Le 6 août 1884, il est présent lors de la proclamation de l'appropriation de Lüderitz. Le 30 août 1884, le commissaire impérial Gustav Nachtigal prend possession de Bioko et assure la domination allemande sur les côtes du Kamerun. Le 5 septembre 1884, il va à Porto Seguro puis Fort Prinzenstein. Le 9 octobre 1884, le navire est de retour à Wilhelmshaven.
Le 25 novembre 1884, le navire subit une importe reconstruction en croiseur frégate. Il reçoit une nouvelle motorisation et une seconde cheminée. Comme il doit le porte-étendard de l'escadron de croiseurs, on crée un espace pour accueillir l'amiral et son personnel. Après des difficultés techniques, il est remis en service en avril 1888.
Dans son nouveau rôle, il participe sous le commandement du vice-amiral Karl August Deinhard (de) à la répression de la révolte d'Abushiri. Il est présent également pour la prise d'assaut du fort de Bagamoyo le 8 mai 1889 puis à celle de Pangani. De retour de mission, il s'arrête au Cap.
Après une escale en Méditerranée au début de l'année 1890, le Leipzig s'en va en Asie du Sud-Est et est commandé à partir de mai par le contre-amiral Victor Valois. Il fait escale en Nouvelle-Zélande et aux Samoa. Début 1891, il fréquente les ports de Chine.
En mai 1891, Valois reçoit l'ordre de protéger les intérêts allemands pendant la guerre civile chilienne. À son arrivée, le bateau est à court de charbon et doit être remorqué durant 97 heures. Quand la guerre civile a atteint son paroxysme en août 1891, il participe avec le navire britannique HMS Champion à Valparaíso afin de protéger les ressortissants allemands et britanniques. Après cette guerre, il va dans plusieurs ports d'Amérique du Sud puis revient au Cap. En mars 1892, il pose l'ancre dans la baie de Maputo où le chef de l'ecadron, le contre-amiral Friedrich von Pawelsz reçoit la visite de Paul Kruger, le président de la République sud-africaine du Transvaal.
Durant un séjour de révision au Cap, on constate une forte usure et une forte déchirure qu'il faut réparer. Le Leipzig revient à Wilhelmshaven au printemps 1892. L'enquête conclut qu'il ne peut plus servir à l'étranger, mais le fuselage est assez bon pour qu'il serve de caserne flottante. Il sert ainsi durant 25 ans à l'école de télégraphie de la Marine puis de quartier à des élèves lors de la Première Guerre mondiale.
Le 5 mai 1919, il s'échoue subitement sur le côté, personne n'est blessé car il n'y avait personne à bord. Il est renfloué en 1921 puis mis au rebut.

## Commandement
| 1er juin 1877 au 12 juin 1877     | Korvettenkapitän Paul Zirzow (de)                    |
| 13 septembre au 18 octobre 1879   | Korvettenkapitän / Kapitän zur See Carl Paschen (de) |
| 3 octobre 1882 au 22 octobre 1884 | Korvettenkapitän / Kapitän zur See Otto Herbig       |
| 1er septembre au 20 octobre 1886  | Korvettenkapitän Herbing                             |
| 12 octobre au 12 novembre 1887    | Korvettenkapitän Herbing                             |
| 6 avril à août 1888               | Korvettenkapitän Eduard Hartog                       |
| Août 1888 à février 1889          | Kapitän zur See Franz Strauch (de)                   |
| Février à mars 1889               | Kapitänleutnant Hermann da Fonseca-Wollheim (de)     |
| Mars 1889 à novembre 1890         | Kapitän zur See Max Plüddemann (de)                  |
| Novembre 1890 à octobre 1892      | Kapitän zur See Fritz Rötger                         |
| 16 octobre 1892 au 2 juin 1893    | Kapitän zur See Richard Hornung                      |